# Bokunchi
Pour plus de détails, voir Fiche technique et Distribution.
Bokunchi (ぼくんち) est un film japonais réalisé par Junji Sakamoto, sorti en 2002.

## Synopsis
La vie d'un jeune garçon vivant sur une petite île est bouleversée quand sa grande sœur rentre au pays.

## Fiche technique
- Titre : Bokunchi
- Titre original : ぼくんち
- Réalisation : Junji Sakamoto
- Scénario : Isamu Uno d'après le manga de Rieko Saibara
- Photographie : Norimichi Kasamatsu
- Montage : Takeo Araki
- Production : Yukiko Shii
- Pays :  Japon
- Genre : Comédie dramatique
- Durée : 116 minutes
- Dates de sortie : 
  -  Corée du Sud : 18 novembre 2002 (Festival international du film de Busan)
  -  Japon : 12 avril 2003

## Distribution
- Arisa Mizuki : Kanoko
- Yūma Yamoto : Itta
- Yuki Tanaka : Nitta
- Claude Maki
- Ittoku Kishibe

## Distinctions
Le film a été présenté en sélection officielle lors de la Berlinale 2003 dans la section Panorama.
Il a également remporté le prix spécial du jury au Las Palmas de Gran Canaria International Film Festival 2003 et a été nommé pour le Japan Academy Prize de la meilleure actrice pour Arisa Mizuki.